# メガドライブ プレイTV
『メガドライブ プレイTV』は、かつてセガトイズから発売されていたTVゲーム機。2004年から2005年にかけて、計3バージョンが発売された。

## 概要
アメリカの電子玩具メーカーであるRadica Games Limitedが開発した「Legends Sega Genesis」を日本市場向けにしたものであり、北米版メガドライブ（ジェネシス）のソフトが最初から内蔵され、複数遊ぶことができる。本体は廉価版であるメガドライブ2に良く似たデザインとなっているが、サイズは非常に小さい。本体とテレビをビデオケーブル（モノラル）で繋ぎ、電源として市販の単三乾電池4本か「メガドライブ プレイTV対応ACアダプター」（1,029円、税込）を使用することでゲームができる。
なお、本機は「メガドライブ」そのものではなく、あくまでも単体で遊ぶためのものであり、メガドライブやジェネシスのソフトを差し込んで使うことはできず、セーブ機能やコントローラの拡張性もない。『1』と『2』には3ボタンパッドが1個のみ、『3』は対戦対応のため6ボタンパッドが2個付属している。コントロールパッドが本体に直付けされている関係上、『1』『2』収録の一部タイトルでは、オリジナル版で可能だった2人プレイは不可能になっている。
『1』はみずしな孝之の作品の「いい電子」でも紹介された。

## 収録タイトル
収録タイトルは北米版ジェネシス仕様の英語版となっている。ただし、『ストリートファイターIIダッシュプラス』のみ冒頭のSEGAロゴを除いてメガドライブ用の日本仕様になっている。
| タイトル 上段=邦題 下段=英題                                                      | オリジナル版の開発元                                      | オリジナル版の発売元                                      | ゲームジャンル                                            | 備考                                                                         |
| メガドライブ プレイTV ＊2004年9月9日発売、4,179円（税込）                         | メガドライブ プレイTV ＊2004年9月9日発売、4,179円（税込） | メガドライブ プレイTV ＊2004年9月9日発売、4,179円（税込） | メガドライブ プレイTV ＊2004年9月9日発売、4,179円（税込） | メガドライブ プレイTV ＊2004年9月9日発売、4,179円（税込）                    |
| --------------------------------------------------------------------------------- | --------------------------------------------------------- | --------------------------------------------------------- | --------------------------------------------------------- | ---------------------------------------------------------------------------- |
| ソニック・ザ・ヘッジホッグ SONIC THE HEDGEHOG                                     | ソニックチーム                                            | セガ                                                      | アクション                                                |                                                                              |
| 獣王記 Altered Beast                                                              | セガ                                                      | セガ                                                      | アクション                                                | 2人同時プレイ不可                                                            |
| ゴールデンアックス Golden Axe                                                     | セガAM第7研究開発部                                       | セガ                                                      | ベルトスクロールアクション                                | 2人同時プレイ不可                                                            |
| ぷよぷよ Dr. Robotnik's Mean Bean Machine                                         | コンパイル                                                | セガ                                                      | 落ち物パズル                                              | 『ぷよぷよ』の北米版で、キャラクターが差し替えられている。 2人対戦プレイ不可 |
| カメレオンキッド Kid Chameleon                                                    | セガテクニカルインスティチュート                          | セガ                                                      | アクション                                                | 2人交互プレイ不可                                                            |
| フリッキー FLICKY                                                                 | セガ                                                      | セガ                                                      | アクション                                                | オリジナルの日本MD版は「ゲーム図書館」にて配信。                             |
| メガドライブ プレイTV2 ＊2005年4月2日発売、3,980円（税込）                        |                                                           |                                                           |                                                           |                                                                              |
| ソニック・ザ・ヘッジホッグ2 SONIC THE HEDGEHOG 2                                  | ソニックチーム セガテクニカルインスティチュート           | セガ                                                      | アクション                                                | 2人同時プレイ不可                                                            |
| エコー・ザ・ドルフィン Ecco the Dolphin                                           | ノボトレード                                              | セガ                                                      | アクション                                                |                                                                              |
| ゲイングランド Gain Ground                                                        | サンリツ電気（MD版移植）                                  | セガ                                                      | 固定画面シューティング                                    | オリジナルのAC版はセガ第1AM研究開発部が開発。 2人同時プレイ不可              |
| ジ・ウーズ The Ooze                                                               | セガテクニカルインスティチュート                          | セガ                                                      | アクション                                                |                                                                              |
| コラムス Columns                                                                  | セガ                                                      | セガ                                                      | アクションパズル                                          | 2人対戦プレイ不可                                                            |
| アレックスキッド 天空魔城 Alex Kidd in the Enchanted Castle                       | セガAM第7研究開発部                                       | セガ                                                      | アクション                                                |                                                                              |
| メガドライブ プレイTV3 ＊2005年4月2日発売、3,980円（税込）                        |                                                           |                                                           |                                                           |                                                                              |
| ストリートファイターIIダッシュプラス Street Fighter II': Special Champion Edition | カプコン                                                  | カプコン                                                  | 対戦格闘                                                  | 日本語版を収録。                                                             |
| 大魔界村 Ghouls 'n Ghosts                                                         | セガ（MD版移植）                                          | セガ                                                      | アクション                                                | オリジナルのAC版はカプコンが開発・発売。                                     |